# Campionat d'Europa de motocròs 1955
La temporada de 1955 del Campionat d'Europa de motocròs fou la 4a edició d'aquest campionat, organitzat per la FIM. El calendari oficial constava de 8 Grans Premis, celebrats entre el 8 de maig i el 4 de setembre.

## Sistema de puntuació
Barem de puntuació de 1952 a 1969:
| Posició | 1 | 2 | 3 | 4 | 5 | 6 |
| Punts   | 8 | 6 | 4 | 3 | 2 | 1 |

| Resultats que computen                         |
| 1/2 + 1 dels GP (cal acabar-hi les 2 mànegues) |

## Classificació final
| Posició | Pilot             | Motocicleta | Punts          |
| ------- | ----------------- | ----------- | -------------- |
| 1       | John Draper       | BSA         | 23             |
| 2       | Bill Nilsson      | BSA         | 22             |
| 3       | Sten Lundin       | BSA         | 21 net/22 brut |
| 4       | Victor Leloup     | FN          | 21 net/22 brut |
| 5       | Leslie Archer     | Norton      | 19             |
| 6       | Brian Stonebridge | BSA         | 16             |
| 7       | Jeff Smith        | BSA         | 14             |
| 8       | Jean Somja        | FN          | 11             |
| 9       | René Baeten       | Matchless   | 9              |
| 10      | Lars Gustavsson   | Monark      | 6              |
| 10      | René Klym         | BSA         | 6              |
| 10      | Hennie Rietman    | FN          | 6              |

## Resum: Podi final 1955
|           | 500 cc       |     |
| Campió    | John Draper  | BSA |
| Subcampió | Bill Nilsson | BSA |
| Tercer    | Sten Lundin  | BSA |